# محمد الدوسري (ممثل سعودي)
محمد الدوسري (4 نوفمبر 1986) ممثل سعودي يعرف أيضا بإسم قريطم وأحد أبطال مسلسل شباب البومب.

## حياته
ولد في الرياض المملكة العربية السعودية كانت بدايته الفنيه بمسلسل شباب البومب الجزء الخامس عام 2016.

## اعماله
- شباب البومب من الجزء الخامس حتى الآن.
- قلب جد.
- سريع سريع.
- العاصوف عددٍ جزئين .
- لوحة مائلة.
- الشك.